# Čuhujivský rajón
Čuhujivský rajón (ukrajinsky Чугуївський район) je rajón v Charkovské oblasti na Ukrajině. Hlavním městem je Čuhujiv a rajón má přibližně 202 tisíc obyvatel. 

## Města v rajónu
- Čuhujiv
- Vovčansk
- Zmijiv